# Wouter Hendrik van den Brink
Wouter Hendrik van den Brink (Barneveld, 9 juni 1904 – Gdańsk, 10 augustus 1958) was een Nederlands politicus. Hij was tijdens de Tweede Wereldoorlog namens de NSB burgemeester van Wageningen en Barneveld.

## Levensloop
Van den Brink woonde voor de oorlog in Arnhem waar hij werkte als koopman. In 1938 werd hij failliet verklaard. Een maand na de Duitse inval trad hij in dienst van de Sicherheitsdienst.  Na de oorlog concludeerde het Bijzonder Gerechtshof dat Van den Brink als SD-er "geen sadist" was geweest, maar ook zeker geen duimen had zitten draaien. De procureur-generaal die hem aanklaagde zag in Van den Brink iemand die tot 1943 hartstochtelijk in de Duitse zaak geloofde, maar daarna langzaamaan onverschillig werd.
Als SD-agent was Van den Brink betrokken bij verschillende geruchtmakende gebeurtenissen, maar hij bleef altijd op de achtergrond. Volgens een krantenverslag zorgde hij er voor dat hij zijn handen niet brandde aan "gecompliceerde of fatale zaken". Zo kreeg hij na de liquidatie van de Apeldoornse politieagent Jannes Doppenberg door het verzet van NSB-wethouder Buitenhuijs een lijst met namen overhandigd van potentiële gijzelaars. Hij overhandigde deze aan zijn superieuren. Volgens Van den Brink zag de SD op zijn advies af van de gijzeling. Tijdens de april-meistakingen in 1943 greep de Duitse bezetter hard in. Bij fabrieken in Heerde en Vaassen werden drie arbeiders standrechtelijk geëxecuteerd. Van den Brink was hierbij aanwezig, maar welke rol hij precies speelde is onbekend. Tijdens zijn rechtszaak beweerde hij slechts als tolk aanwezig te zijn geweest.
Van den Brink werd in mei 1944 geïnstalleerd als burgemeester van Wageningen. Hij woonde aan de Ericalaan 6. In oktober 1944 werd de stad geëvacueerd omdat het frontgebied was geworden. Aan de ene kant hielp Van den Brink de Duitse bezetter. Zo is bekend dat hij hielp bij de arrestatie van de vaders van twee onderduikers. Beide mannen werden overgebracht naar Kamp Vught. Een overleed aan de gevolgen van zijn gevangenschap. Ook is bekend dat hij een gearresteerde onderduiker een kaakslag gaf. 
Aan de andere kant gebruikte hij regelmatig zijn SD-contacten om arrestanten vrij te krijgen. Zo werd de Veenendaalse verzetsman Ad van Schuppen vrijgelaten uit het Huis van Bewaring in Scheveningen na bemiddeling van Van den Brink. Ook de Edenaar Zwerus de Nooij, van wie veel familieleden zeer actief waren in het verzet, kwam vrij na bemiddeling van Van den Brink. Ditzelfde gold waarschijnlijk voor de man van verzetsvrouw Helena Kuipers-Rietberg. Van den Brink lichtte het verzet in dat er jacht werd gemaakt op de predikant Frits Slomp, van wie de Duitsers terecht vermoedden dat hij in Wageningen ondergedoken zat.
Op Dolle Dinsdag, 5 september 1944, verliet Van den Brink samen met zijn gezin Wageningen. Hijzelf keerde nog een paar keer terug. Wageningen werd in oktober 1944 geëvacueerd omdat het frontgebied was geworden. Op 28 september 1944 was hij al benoemd tot waarnemend burgemeester van Barneveld. In Barneveld woonde hij in de Hof van Gelderland aan de Amersfoortsestraat. Na de oorlog dook Van den Brink aanvankelijk onder. Hij werd gearresteerd en zat eerst vast in een interneringskamp in Wezep. Daarna werd hij overgebracht naar de strafgevangenis in Arnhem. Tijdens het strafproces traden verschillende verzetsmensen uit Barneveld op als getuige à decharge. In eerste instantie werd hij veroordeeld tot een gevangenisstraf van zeven jaar, in cassatie werd de straf verhoogd naar negen jaar en zes maanden.
Na zijn vrijlating vertrok Van den Brink naar Hilversum, waar hij in zaken ging. Tijdens een bezoek aan Berlijn in augustus 1958 werd hij onwel. Hij stierf kort daarop in een ziekenhuis in het Poolse Gdańsk.